# Povltavská fotbalová akademie
Povltavská fotbalová akademie je fotbalové uskupení několika klubů. Vzniklo v květnu 2020 sloučením třetiligového klubu TJ Štěchovice, týmu z Hvozdnice hrajícím Přebor Středočeského kraje a Měchenic z okresního přeboru Praha-západ.

## Soupiska
| # | Pozice | Hráč           |
| - | ------ | -------------- |
| 1 | B      | Adam Benada    |
| 2 | O      | Patrik Vala    |
| 3 | O      | Štěpán Starý   |
| 5 | O      | Marek Smetana  |
| 6 | Z      | Daniel Dvořák  |
| 7 | Z      | Filip Drobílek |
| 8 | O      | Adam Lanc      |
| 9 | Z      | Lukáš Novák    |

| #  | Pozice | Hráč             |
| -- | ------ | ---------------- |
| 10 | Z      | Marek Hejda      |
| 11 | Ú      | Denis Budínský   |
| 13 | Z      | Filip Mareš      |
| 14 | Z      | Lukáš Jakobovský |
| 16 | O      | Jan Zákostelský  |
| 17 | Ú      | Adam Gruntorád   |
| 18 | Z      | Filip Šindler    |
| 19 | Z      | Petr Novák       |

## Umístění v jednotlivých sezonách

### A-tým (Štěchovice)
Legenda: Z – zápasy, V – výhry, R – remízy, P – porážky, VG – vstřelené góly, OG – obdržené góly, +/− – rozdíl skóre, B – body, červené podbarvení – sestup, zelené podbarvení – postup, fialové podbarvení – reorganizace, změna skupiny či soutěže
| Česko (2020 – ) |                              |        |    |    |     |    |    |    |     |    |        |
| Sezóny          | Liga                         | Úroveň | Z  | V  | R   | P  | VG | OG | +/− | B  | Pozice |
| 2020/21         | Česká fotbalová liga – sk. A | 3      | 8  | 2  | 1/0 | 5  | 14 | 13 | +1  | 8  | 13.    |
| 2021/22         | Česká fotbalová liga – sk. A | 3      | 28 | 6  | 6   | 16 | 33 | 48 | -15 | 24 | 14.    |
| 2022/23         | Česká fotbalová liga – sk. A | 3      | 30 | 11 | 6   | 13 | 43 | 49 | -6  | 39 | 7.     |
| 2023/24         | Česká fotbalová liga – sk. A | 3      | 30 | 16 | 4   | 10 | 52 | 51 | +1  | 52 | 3.     |
| 2024/25         | Česká fotbalová liga – sk. A | 3      | 30 | 7  | 6   | 17 | 45 | 62 | -17 | 27 | 15.    |

Poznámky
- 2020/21–: Od sezony 2014/15 se hraje v ČFL tímto způsobem: Pokud zápas skončí nerozhodně, kope se penaltový rozstřel. Jeho vítěz bere 2 body, poražený pak jeden bod. Za výhru po 90 minutách jsou 3 body, za prohru po 90 minutách není žádný bod.
- 2020/21: Sezona byla předčasně ukončena z důvodu pandemie covidu-19.

### B-tým (Hvozdnice)
Legenda: Z – zápasy, V – výhry, R – remízy, P – porážky, VG – vstřelené góly, OG – obdržené góly, +/− – rozdíl skóre, B – body, červené podbarvení – sestup, zelené podbarvení – postup, fialové podbarvení – reorganizace, změna skupiny či soutěže
| Česko (2020 – ) |                            |        |    |    |   |    |    |    |     |    |        |
| Sezóny          | Liga                       | Úroveň | Z  | V  | R | P  | VG | OG | +/− | B  | Pozice |
| 2020/21         | Přebor Středočeského kraje | 5      | 9  | 5  | 1 | 3  | 22 | 20 | +2  | 17 | 4.     |
| 2021/22         | Přebor Středočeského kraje | 5      | 30 | 16 | 2 | 12 | 70 | 61 | +9  | 50 | 7.     |
| 2022/23         | Přebor Středočeského kraje | 5      | 30 | 13 | 1 | 16 | 66 | 67 | -1  | 40 | 9.     |
| 2023/24         | Přebor Středočeského kraje | 5      | 30 | 9  | 6 | 15 | 45 | 63 | -18 | 33 | 12.    |
| 2024/25         | Přebor Středočeského kraje | 5      | 30 | 12 | 6 | 12 | 57 | 63 | -6  | 42 | 8.     |

Poznámky
- 2020/21–: Od sezony 2014/15 se hraje ve Středočeském přeboru tímto způsobem: Pokud zápas skončí nerozhodně, kope se penaltový rozstřel. Jeho vítěz bere 2 body, poražený pak jeden bod. Za výhru po 90 minutách jsou 3 body, za prohru po 90 minutách není žádný bod.
- 2020/21: Sezona byla předčasně ukončena z důvodu pandemie covidu-19.

### C-tým (Měchenice)
Legenda: Z – zápasy, V – výhry, R – remízy, P – porážky, VG – vstřelené góly, OG – obdržené góly, +/− – rozdíl skóre, B – body, červené podbarvení – sestup, zelené podbarvení – postup, fialové podbarvení – reorganizace, změna skupiny či soutěže
| Česko (2020 – ) |                              |        |    |    |   |    |    |    |     |    |        |
| Sezóny          | Liga                         | Úroveň | Z  | V  | R | P  | VG | OG | +/− | B  | Pozice |
| 2020/21         | II. třída okresu Praha-západ | 8      | 7  | 3  | 1 | 3  | 16 | 22 | -6  | 10 | 7.     |
| 2021/22         | II. třída okresu Praha-západ | 8      | 24 | 13 | 0 | 11 | 50 | 41 | +9  | 41 | 6.     |
| 2022/23         | II. třída okresu Praha-západ | 8      | 26 | 10 | 0 | 16 | 50 | 70 | -20 | 29 | 10.    |
| 2023/24         | II. třída okresu Praha-západ | 8      | 26 | 13 | 3 | 10 | 74 | 67 | +7  | 42 | 7.     |
| 2024/25         | II. třída okresu Praha-západ | 8      | 26 | 15 | 4 | 7  | 80 | 46 | +34 | 49 | 3.     |

Poznámky
- 2020/21: Sezona byla předčasně ukončena z důvodu pandemie covidu-19.